# Nam Yên
Nhà Nam Yên (398 – 410) là nhà nước trong thời Ngũ Hồ Thập lục quốc do Mộ Dung Đức chiếm đông Sơn Đông thành lập nhà Nam Yên. 

## Lịch sử
Hiếu Vũ Đế Mộ Dung Đức (336-405) là con Mộ Dung Hoảng, khai quốc Hoàng đế Tiền Yên, em trai Mộ Dung Thùy, khai quốc Hoàng đế Hậu Yên. Khi Tiền Yên mất (370), Phù Kiên phong Mộ Dung Đức làm Thái thú quận Trương Dịch. Lúc Mộ Dung Thùy lập nước Hậu Yên, phong cho Mộ Dung Đức làm Phạm Dương Vương.
Năm 396, Mộ Dung Thuỳ mất, Mộ Dung Bảo lên ngôi, cử Mộ Dung Đức trấn giữ Nghiệp Thành. Tháng 1/398, khi Bắc Ngụy công phá Nghiệp Thành, lực lượng Hậu Yên hỗn loạn, các tông thất nhân biến loạn tranh nhau xưng hiệu. Mộ Dung Đức bức tử vua Hậu Yên mới là Mộ Dung Lân, dẫn bộ hạ về phương Nam, không thể liên hệ được với Mộ Dung Bảo. Mộ Dung Đức đến Hoạt Đài (Hoạt Đài, Hà Nam), tự xưng Yên Vương, kiến đô tại đây. Nghe tin Mộ Dung Bảo bị giết (398), Đức bèn chiếm lấy vùng Hoài Bắc, giáp với Đông Tấn, xưng làm Nam Yên Vương.
Tháng 7/399, ông đánh chiếm Quảng Cố, thủ phủ Thanh Châu, năm sau lấy nơi này làm kinh đô, tự xưng Hoàng đế, đổi tên thành Mộ Dung Bị Đức. Trong khi đó con Mộ Dung Bảo là Mộ Dung Thịnh cũng chạy lên Long Thành - nơi phát tích cũ của Tiền Yên - duy trì sự tồn tại của Hậu Yên.
Trên thực tế Nam Yên và Bắc Yên đều rất nhỏ bé, không có đủ thực lực để tái lập sự hùng mạnh của Tiền Yên.
Địa chủ Hán tộc ở trong đất Nam Yên có thế lực khá mạnh, họ che giấu một số lớn hộ khẩu để né tránh tô thuế. Chính phủ Nam Yên kiểm tra số hộ khẩu trốn tránh ấy, dẫn đến bị địa chủ Hán tộc bất mãn dữ dội. Ngoài ra tô thuế của Nam Yên phiền phức, lao dịch nặng nề, nhân dân không chịu đựng nổi, vì vậy mâu thuẫn giai cấp hết sức nghiêm trọng. Mộ Dung Đức chết năm 405.

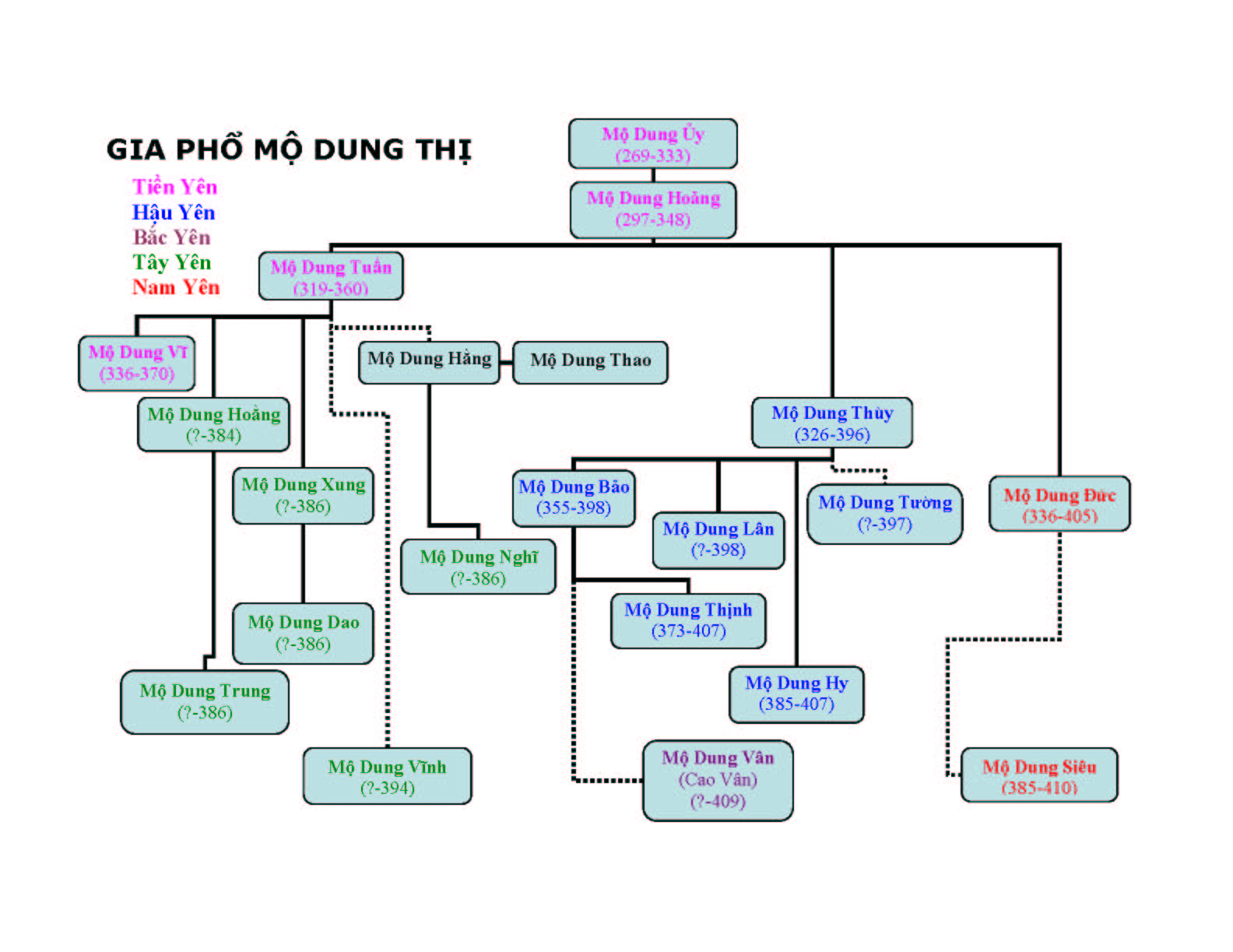
Mối liên hệ của các triều Yên quốc Mộ Dung

Bắc Hải vương Mộ Dung Siêu (385-410) là cháu Mộ Dung Đức (con Bắc Hải Vương Mộ Dung Nạp) ở ngôi được 6 năm. Tháng 2/410, tướng Đông Tấn là Lưu Dụ công phá Kinh đô Quảng Cố. Thượng thư Duyệt Thọ mở cửa thành đầu hàng. Mộ Dung Siêu và 3.000 quan lại quý tộc Nam Yên bị quân Đông Tấn bắt sống, giải về Kiến Khang, sau bị chém đầu. Nam Yên bị diệt vong, tồn tại 13 năm.

## Các vua Nam Yên
|                                           |                                           |                                           |                                           |                                           |                                           |  |  |                                                      |                                                      |                                                      |                                                      |                                                      |                                                      |  |  |                                           |                                           |                                           |                                           |                                           |                                           | nhận nuôi |  |                                      |                                      |                                      |                                      |                                      |                                      |  |  |                                                       |                                                       |                                                       |                                                       |                                                       |                                                       |  |  |                                     |                                     |                                     |                                     |                                     |                                     |  |  |                                                   |                                           |                                           |                                           |                                           |                                           |  |  |                                              |                                              |                                              |                                              |                                              |                                              |  |  |                                   |                                   |                                   |                                   |                                   |                                   |  |  |                                          |                                          |                                          |                                          |                                          |                                          |  |  |                                             |                                             |                                             |                                             |                                             |                                             |  |  |                                        |                                        |                                        |                                        |                                        |                                        |  |  |  |  |  |  |  |  |  |  |  |  |  |  |  |  |  |  |  |  |  |  |  |  |  |  |
|                                           |                                           |                                           |                                           |                                           |                                           |  |  |                                                      |                                                      |                                                      |                                                      |                                                      |                                                      |  |  |                                           |                                           |                                           |                                           |                                           |                                           |           |  |                                      |                                      |                                      |                                      |                                      |                                      |  |  | Mạc Hộ Bạt ?-220-245                                  |                                                       |                                                       |                                                       |                                                       |                                                       |  |  |                                     |                                     |                                     |                                     |                                     |                                     |  |  |                                                   |                                           |                                           |                                           |                                           |                                           |  |  |                                              |                                              |                                              |                                              |                                              |                                              |  |  |                                   |                                   |                                   |                                   |                                   |                                   |  |  |                                          |                                          |                                          |                                          |                                          |                                          |  |  |                                             |                                             |                                             |                                             |                                             |                                             |  |  |                                        |                                        |                                        |                                        |                                        |                                        |  |  |  |  |  |  |  |  |  |  |  |  |  |  |  |  |  |  |  |  |  |  |  |  |  |  |
|                                           |                                           |                                           |                                           |                                           |                                           |  |  |                                                      |                                                      |                                                      |                                                      |                                                      |                                                      |  |  |                                           |                                           |                                           |                                           |                                           |                                           |           |  |                                      |                                      |                                      |                                      |                                      |                                      |  |  |                                                       |                                                       |                                                       |                                                       |                                                       |                                                       |  |  |                                     |                                     |                                     |                                     |                                     |                                     |  |  |                                                   |                                           |                                           |                                           |                                           |                                           |  |  |                                              |                                              |                                              |                                              |                                              |                                              |  |  |                                   |                                   |                                   |                                   |                                   |                                   |  |  |                                          |                                          |                                          |                                          |                                          |                                          |  |  |                                             |                                             |                                             |                                             |                                             |                                             |  |  |                                        |                                        |                                        |                                        |                                        |                                        |  |  |  |  |  |  |  |  |  |  |  |  |  |  |  |  |  |  |  |  |  |  |  |  |  |  |
|                                           |                                           |                                           |                                           |                                           |                                           |  |  |                                                      |                                                      |                                                      |                                                      |                                                      |                                                      |  |  |                                           |                                           |                                           |                                           |                                           |                                           |           |  |                                      |                                      |                                      |                                      |                                      |                                      |  |  | Mộ Dung Mộc Diên ?-245-271                            |                                                       |                                                       |                                                       |                                                       |                                                       |  |  |                                     |                                     |                                     |                                     |                                     |                                     |  |  |                                                   |                                           |                                           |                                           |                                           |                                           |  |  |                                              |                                              |                                              |                                              |                                              |                                              |  |  |                                   |                                   |                                   |                                   |                                   |                                   |  |  |                                          |                                          |                                          |                                          |                                          |                                          |  |  |                                             |                                             |                                             |                                             |                                             |                                             |  |  |                                        |                                        |                                        |                                        |                                        |                                        |  |  |  |  |  |  |  |  |  |  |  |  |  |  |  |  |  |  |  |  |  |  |  |  |  |  |
|                                           |                                           |                                           |                                           |                                           |                                           |  |  |                                                      |                                                      |                                                      |                                                      |                                                      |                                                      |  |  |                                           |                                           |                                           |                                           |                                           |                                           |           |  |                                      |                                      |                                      |                                      |                                      |                                      |  |  |                                                       |                                                       |                                                       |                                                       |                                                       |                                                       |  |  |                                     |                                     |                                     |                                     |                                     |                                     |  |  |                                                   |                                           |                                           |                                           |                                           |                                           |  |  |                                              |                                              |                                              |                                              |                                              |                                              |  |  |                                   |                                   |                                   |                                   |                                   |                                   |  |  |                                          |                                          |                                          |                                          |                                          |                                          |  |  |                                             |                                             |                                             |                                             |                                             |                                             |  |  |                                        |                                        |                                        |                                        |                                        |                                        |  |  |  |  |  |  |  |  |  |  |  |  |  |  |  |  |  |  |  |  |  |  |  |  |  |  |
|                                           |                                           |                                           |                                           |                                           |                                           |  |  |                                                      |                                                      |                                                      |                                                      |                                                      |                                                      |  |  |                                           |                                           |                                           |                                           |                                           |                                           |           |  |                                      |                                      |                                      |                                      |                                      |                                      |  |  |                                                       |                                                       |                                                       |                                                       |                                                       |                                                       |  |  |                                     |                                     |                                     |                                     |                                     |                                     |  |  |                                                   |                                           |                                           |                                           |                                           |                                           |  |  |                                              |                                              |                                              |                                              |                                              |                                              |  |  |                                   |                                   |                                   |                                   |                                   |                                   |  |  |                                          |                                          |                                          |                                          |                                          |                                          |  |  |                                             |                                             |                                             |                                             |                                             |                                             |  |  |                                        |                                        |                                        |                                        |                                        |                                        |  |  |  |  |  |  |  |  |  |  |  |  |  |  |  |  |  |  |  |  |  |  |  |  |  |  |
|                                           |                                           |                                           |                                           |                                           |                                           |  |  |                                                      |                                                      |                                                      |                                                      |                                                      |                                                      |  |  |                                           |                                           |                                           |                                           |                                           |                                           |           |  |                                      |                                      |                                      |                                      |                                      |                                      |  |  | Mộ Dung Thiệp Quy ?-271-283                           | Mộ Dung Thiệp Quy ?-271-283                           | Mộ Dung Thiệp Quy ?-271-283                           | Mộ Dung Thiệp Quy ?-271-283                           | Mộ Dung Thiệp Quy ?-271-283                           | Mộ Dung Thiệp Quy ?-271-283                           |  |  | Mộ Dung San ?-283-285               | Mộ Dung San ?-283-285               | Mộ Dung San ?-283-285               | Mộ Dung San ?-283-285               | Mộ Dung San ?-283-285               | Mộ Dung San ?-283-285               |  |  |                                                   |                                           |                                           |                                           |                                           |                                           |  |  |                                              |                                              |                                              |                                              |                                              |                                              |  |  |                                   |                                   |                                   |                                   |                                   |                                   |  |  |                                          |                                          |                                          |                                          |                                          |                                          |  |  |                                             |                                             |                                             |                                             |                                             |                                             |  |  |                                        |                                        |                                        |                                        |                                        |                                        |  |  |  |  |  |  |  |  |  |  |  |  |  |  |  |  |  |  |  |  |  |  |  |  |  |  |
|                                           |                                           |                                           |                                           |                                           |                                           |  |  |                                                      |                                                      |                                                      |                                                      |                                                      |                                                      |  |  |                                           |                                           |                                           |                                           |                                           |                                           |           |  |                                      |                                      |                                      |                                      |                                      |                                      |  |  | Mộ Dung Thiệp Quy ?-271-283                           | Mộ Dung Thiệp Quy ?-271-283                           | Mộ Dung Thiệp Quy ?-271-283                           | Mộ Dung Thiệp Quy ?-271-283                           | Mộ Dung Thiệp Quy ?-271-283                           | Mộ Dung Thiệp Quy ?-271-283                           |  |  | Mộ Dung San ?-283-285               | Mộ Dung San ?-283-285               | Mộ Dung San ?-283-285               | Mộ Dung San ?-283-285               | Mộ Dung San ?-283-285               | Mộ Dung San ?-283-285               |  |  |                                                   |                                           |                                           |                                           |                                           |                                           |  |  |                                              |                                              |                                              |                                              |                                              |                                              |  |  |                                   |                                   |                                   |                                   |                                   |                                   |  |  |                                          |                                          |                                          |                                          |                                          |                                          |  |  |                                             |                                             |                                             |                                             |                                             |                                             |  |  |                                        |                                        |                                        |                                        |                                        |                                        |  |  |  |  |  |  |  |  |  |  |  |  |  |  |  |  |  |  |  |  |  |  |  |  |  |  |
|                                           |                                           |                                           |                                           |                                           |                                           |  |  |                                                      |                                                      |                                                      |                                                      |                                                      |                                                      |  |  |                                           |                                           |                                           |                                           |                                           |                                           |           |  |                                      |                                      |                                      |                                      |                                      |                                      |  |  |                                                       |                                                       |                                                       |                                                       |                                                       |                                                       |  |  |                                     |                                     |                                     |                                     |                                     |                                     |  |  |                                                   |                                           |                                           |                                           |                                           |                                           |  |  |                                              |                                              |                                              |                                              |                                              |                                              |  |  |                                   |                                   |                                   |                                   |                                   |                                   |  |  |                                          |                                          |                                          |                                          |                                          |                                          |  |  |                                             |                                             |                                             |                                             |                                             |                                             |  |  |                                        |                                        |                                        |                                        |                                        |                                        |  |  |  |  |  |  |  |  |  |  |  |  |  |  |  |  |  |  |  |  |  |  |  |  |  |  |
|                                           |                                           |                                           |                                           |                                           |                                           |  |  |                                                      |                                                      |                                                      |                                                      |                                                      |                                                      |  |  |                                           |                                           |                                           |                                           |                                           |                                           |           |  | Mộ Dung Thổ Dục Hồn ?-k.317          | Mộ Dung Thổ Dục Hồn ?-k.317          | Mộ Dung Thổ Dục Hồn ?-k.317          | Mộ Dung Thổ Dục Hồn ?-k.317          | Mộ Dung Thổ Dục Hồn ?-k.317          | Mộ Dung Thổ Dục Hồn ?-k.317          |  |  | Yên Vũ Tuyên Đế Mộ Dung Hối 269-307-333               | Yên Vũ Tuyên Đế Mộ Dung Hối 269-307-333               | Yên Vũ Tuyên Đế Mộ Dung Hối 269-307-333               | Yên Vũ Tuyên Đế Mộ Dung Hối 269-307-333               | Yên Vũ Tuyên Đế Mộ Dung Hối 269-307-333               | Yên Vũ Tuyên Đế Mộ Dung Hối 269-307-333               |  |  |                                     |                                     |                                     |                                     |                                     |                                     |  |  |                                                   |                                           |                                           |                                           |                                           |                                           |  |  |                                              |                                              |                                              |                                              |                                              |                                              |  |  |                                   |                                   |                                   |                                   |                                   |                                   |  |  |                                          |                                          |                                          |                                          |                                          |                                          |  |  |                                             |                                             |                                             |                                             |                                             |                                             |  |  | Tây Bình công Mộ Dung Vận              | Tây Bình công Mộ Dung Vận              | Tây Bình công Mộ Dung Vận              | Tây Bình công Mộ Dung Vận              | Tây Bình công Mộ Dung Vận              | Tây Bình công Mộ Dung Vận              |  |  |  |  |  |  |  |  |  |  |  |  |  |  |  |  |  |  |  |  |  |  |  |  |  |  |
|                                           |                                           |                                           |                                           |                                           |                                           |  |  |                                                      |                                                      |                                                      |                                                      |                                                      |                                                      |  |  |                                           |                                           |                                           |                                           |                                           |                                           |           |  | Mộ Dung Thổ Dục Hồn ?-k.317          | Mộ Dung Thổ Dục Hồn ?-k.317          | Mộ Dung Thổ Dục Hồn ?-k.317          | Mộ Dung Thổ Dục Hồn ?-k.317          | Mộ Dung Thổ Dục Hồn ?-k.317          | Mộ Dung Thổ Dục Hồn ?-k.317          |  |  | Yên Vũ Tuyên Đế Mộ Dung Hối 269-307-333               | Yên Vũ Tuyên Đế Mộ Dung Hối 269-307-333               | Yên Vũ Tuyên Đế Mộ Dung Hối 269-307-333               | Yên Vũ Tuyên Đế Mộ Dung Hối 269-307-333               | Yên Vũ Tuyên Đế Mộ Dung Hối 269-307-333               | Yên Vũ Tuyên Đế Mộ Dung Hối 269-307-333               |  |  |                                     |                                     |                                     |                                     |                                     |                                     |  |  |                                                   |                                           |                                           |                                           |                                           |                                           |  |  |                                              |                                              |                                              |                                              |                                              |                                              |  |  |                                   |                                   |                                   |                                   |                                   |                                   |  |  |                                          |                                          |                                          |                                          |                                          |                                          |  |  |                                             |                                             |                                             |                                             |                                             |                                             |  |  | Tây Bình công Mộ Dung Vận              | Tây Bình công Mộ Dung Vận              | Tây Bình công Mộ Dung Vận              | Tây Bình công Mộ Dung Vận              | Tây Bình công Mộ Dung Vận              | Tây Bình công Mộ Dung Vận              |  |  |  |  |  |  |  |  |  |  |  |  |  |  |  |  |  |  |  |  |  |  |  |  |  |  |
|                                           |                                           |                                           |                                           |                                           |                                           |  |  |                                                      |                                                      |                                                      |                                                      |                                                      |                                                      |  |  |                                           |                                           |                                           |                                           |                                           |                                           |           |  |                                      |                                      |                                      |                                      |                                      |                                      |  |  | 1(Tiền) Yên Văn Minh Đế Mộ Dung Hoảng 297-333-307-348 | 1(Tiền) Yên Văn Minh Đế Mộ Dung Hoảng 297-333-307-348 | 1(Tiền) Yên Văn Minh Đế Mộ Dung Hoảng 297-333-307-348 | 1(Tiền) Yên Văn Minh Đế Mộ Dung Hoảng 297-333-307-348 | 1(Tiền) Yên Văn Minh Đế Mộ Dung Hoảng 297-333-307-348 | 1(Tiền) Yên Văn Minh Đế Mộ Dung Hoảng 297-333-307-348 |  |  |                                     |                                     |                                     |                                     |                                     |                                     |  |  |                                                   |                                           |                                           |                                           |                                           |                                           |  |  |                                              |                                              |                                              |                                              |                                              |                                              |  |  |                                   |                                   |                                   |                                   |                                   |                                   |  |  |                                          |                                          |                                          |                                          |                                          |                                          |  |  |                                             |                                             |                                             |                                             |                                             |                                             |  |  | □                                      | □                                      | □                                      | □                                      | □                                      | □                                      |  |  |  |  |  |  |  |  |  |  |  |  |  |  |  |  |  |  |  |  |  |  |  |  |  |  |
|                                           |                                           |                                           |                                           |                                           |                                           |  |  |                                                      |                                                      |                                                      |                                                      |                                                      |                                                      |  |  |                                           |                                           |                                           |                                           |                                           |                                           |           |  |                                      |                                      |                                      |                                      |                                      |                                      |  |  | 1(Tiền) Yên Văn Minh Đế Mộ Dung Hoảng 297-333-307-348 | 1(Tiền) Yên Văn Minh Đế Mộ Dung Hoảng 297-333-307-348 | 1(Tiền) Yên Văn Minh Đế Mộ Dung Hoảng 297-333-307-348 | 1(Tiền) Yên Văn Minh Đế Mộ Dung Hoảng 297-333-307-348 | 1(Tiền) Yên Văn Minh Đế Mộ Dung Hoảng 297-333-307-348 | 1(Tiền) Yên Văn Minh Đế Mộ Dung Hoảng 297-333-307-348 |  |  |                                     |                                     |                                     |                                     |                                     |                                     |  |  |                                                   |                                           |                                           |                                           |                                           |                                           |  |  |                                              |                                              |                                              |                                              |                                              |                                              |  |  |                                   |                                   |                                   |                                   |                                   |                                   |  |  |                                          |                                          |                                          |                                          |                                          |                                          |  |  |                                             |                                             |                                             |                                             |                                             |                                             |  |  | □                                      | □                                      | □                                      | □                                      | □                                      | □                                      |  |  |  |  |  |  |  |  |  |  |  |  |  |  |  |  |  |  |  |  |  |  |  |  |  |  |
|                                           |                                           |                                           |                                           |                                           |                                           |  |  |                                                      |                                                      |                                                      |                                                      |                                                      |                                                      |  |  |                                           |                                           |                                           |                                           |                                           |                                           |           |  |                                      |                                      |                                      |                                      |                                      |                                      |  |  |                                                       |                                                       |                                                       |                                                       |                                                       |                                                       |  |  |                                     |                                     |                                     |                                     |                                     |                                     |  |  |                                                   |                                           |                                           |                                           |                                           |                                           |  |  |                                              |                                              |                                              |                                              |                                              |                                              |  |  |                                   |                                   |                                   |                                   |                                   |                                   |  |  |                                          |                                          |                                          |                                          |                                          |                                          |  |  |                                             |                                             |                                             |                                             |                                             |                                             |  |  |                                        |                                        |                                        |                                        |                                        |                                        |  |  |  |  |  |  |  |  |  |  |  |  |  |  |  |  |  |  |  |  |  |  |  |  |  |  |
|                                           |                                           |                                           |                                           |                                           |                                           |  |  | 2Tiền Yên Cảnh Chiêu Đế Mộ Dung Tuấn 319-348-353-360 | 2Tiền Yên Cảnh Chiêu Đế Mộ Dung Tuấn 319-348-353-360 | 2Tiền Yên Cảnh Chiêu Đế Mộ Dung Tuấn 319-348-353-360 | 2Tiền Yên Cảnh Chiêu Đế Mộ Dung Tuấn 319-348-353-360 | 2Tiền Yên Cảnh Chiêu Đế Mộ Dung Tuấn 319-348-353-360 | 2Tiền Yên Cảnh Chiêu Đế Mộ Dung Tuấn 319-348-353-360 |  |  | Thái Nguyên Hoàn Vương Mộ Dung Khác ?-367 | Thái Nguyên Hoàn Vương Mộ Dung Khác ?-367 | Thái Nguyên Hoàn Vương Mộ Dung Khác ?-367 | Thái Nguyên Hoàn Vương Mộ Dung Khác ?-367 | Thái Nguyên Hoàn Vương Mộ Dung Khác ?-367 | Thái Nguyên Hoàn Vương Mộ Dung Khác ?-367 |           |  |                                      |                                      |                                      |                                      |                                      |                                      |  |  | 1Hậu Yên Thành Vũ Đế Mộ Dung Thùy 326-384-396         | 1Hậu Yên Thành Vũ Đế Mộ Dung Thùy 326-384-396         | 1Hậu Yên Thành Vũ Đế Mộ Dung Thùy 326-384-396         | 1Hậu Yên Thành Vũ Đế Mộ Dung Thùy 326-384-396         | 1Hậu Yên Thành Vũ Đế Mộ Dung Thùy 326-384-396         | 1Hậu Yên Thành Vũ Đế Mộ Dung Thùy 326-384-396         |  |  |                                     |                                     |                                     |                                     |                                     |                                     |  |  |                                                   |                                           |                                           |                                           |                                           |                                           |  |  |                                              |                                              |                                              |                                              |                                              |                                              |  |  | Nghi Đô Vương Mộ Dung Hoàn ?-373  | Nghi Đô Vương Mộ Dung Hoàn ?-373  | Nghi Đô Vương Mộ Dung Hoàn ?-373  | Nghi Đô Vương Mộ Dung Hoàn ?-373  | Nghi Đô Vương Mộ Dung Hoàn ?-373  | Nghi Đô Vương Mộ Dung Hoàn ?-373  |  |  | Nam Yên Mục Đế Mộ Dung Nạp ?-385         | Nam Yên Mục Đế Mộ Dung Nạp ?-385         | Nam Yên Mục Đế Mộ Dung Nạp ?-385         | Nam Yên Mục Đế Mộ Dung Nạp ?-385         | Nam Yên Mục Đế Mộ Dung Nạp ?-385         | Nam Yên Mục Đế Mộ Dung Nạp ?-385         |  |  | 1Nam Yên Hiến Vũ Đế Mộ Dung Đức 336-398-405 | 1Nam Yên Hiến Vũ Đế Mộ Dung Đức 336-398-405 | 1Nam Yên Hiến Vũ Đế Mộ Dung Đức 336-398-405 | 1Nam Yên Hiến Vũ Đế Mộ Dung Đức 336-398-405 | 1Nam Yên Hiến Vũ Đế Mộ Dung Đức 336-398-405 | 1Nam Yên Hiến Vũ Đế Mộ Dung Đức 336-398-405 |  |  | 6Tây Yên Mạt Đế Mộ Dung Vĩnh ?-386-394 | 6Tây Yên Mạt Đế Mộ Dung Vĩnh ?-386-394 | 6Tây Yên Mạt Đế Mộ Dung Vĩnh ?-386-394 | 6Tây Yên Mạt Đế Mộ Dung Vĩnh ?-386-394 | 6Tây Yên Mạt Đế Mộ Dung Vĩnh ?-386-394 | 6Tây Yên Mạt Đế Mộ Dung Vĩnh ?-386-394 |  |  |  |  |  |  |  |  |  |  |  |  |  |  |  |  |  |  |  |  |  |  |  |  |  |  |
|                                           |                                           |                                           |                                           |                                           |                                           |  |  | 2Tiền Yên Cảnh Chiêu Đế Mộ Dung Tuấn 319-348-353-360 | 2Tiền Yên Cảnh Chiêu Đế Mộ Dung Tuấn 319-348-353-360 | 2Tiền Yên Cảnh Chiêu Đế Mộ Dung Tuấn 319-348-353-360 | 2Tiền Yên Cảnh Chiêu Đế Mộ Dung Tuấn 319-348-353-360 | 2Tiền Yên Cảnh Chiêu Đế Mộ Dung Tuấn 319-348-353-360 | 2Tiền Yên Cảnh Chiêu Đế Mộ Dung Tuấn 319-348-353-360 |  |  | Thái Nguyên Hoàn Vương Mộ Dung Khác ?-367 | Thái Nguyên Hoàn Vương Mộ Dung Khác ?-367 | Thái Nguyên Hoàn Vương Mộ Dung Khác ?-367 | Thái Nguyên Hoàn Vương Mộ Dung Khác ?-367 | Thái Nguyên Hoàn Vương Mộ Dung Khác ?-367 | Thái Nguyên Hoàn Vương Mộ Dung Khác ?-367 |           |  |                                      |                                      |                                      |                                      |                                      |                                      |  |  | 1Hậu Yên Thành Vũ Đế Mộ Dung Thùy 326-384-396         | 1Hậu Yên Thành Vũ Đế Mộ Dung Thùy 326-384-396         | 1Hậu Yên Thành Vũ Đế Mộ Dung Thùy 326-384-396         | 1Hậu Yên Thành Vũ Đế Mộ Dung Thùy 326-384-396         | 1Hậu Yên Thành Vũ Đế Mộ Dung Thùy 326-384-396         | 1Hậu Yên Thành Vũ Đế Mộ Dung Thùy 326-384-396         |  |  |                                     |                                     |                                     |                                     |                                     |                                     |  |  |                                                   |                                           |                                           |                                           |                                           |                                           |  |  |                                              |                                              |                                              |                                              |                                              |                                              |  |  | Nghi Đô Vương Mộ Dung Hoàn ?-373  | Nghi Đô Vương Mộ Dung Hoàn ?-373  | Nghi Đô Vương Mộ Dung Hoàn ?-373  | Nghi Đô Vương Mộ Dung Hoàn ?-373  | Nghi Đô Vương Mộ Dung Hoàn ?-373  | Nghi Đô Vương Mộ Dung Hoàn ?-373  |  |  | Nam Yên Mục Đế Mộ Dung Nạp ?-385         | Nam Yên Mục Đế Mộ Dung Nạp ?-385         | Nam Yên Mục Đế Mộ Dung Nạp ?-385         | Nam Yên Mục Đế Mộ Dung Nạp ?-385         | Nam Yên Mục Đế Mộ Dung Nạp ?-385         | Nam Yên Mục Đế Mộ Dung Nạp ?-385         |  |  | 1Nam Yên Hiến Vũ Đế Mộ Dung Đức 336-398-405 | 1Nam Yên Hiến Vũ Đế Mộ Dung Đức 336-398-405 | 1Nam Yên Hiến Vũ Đế Mộ Dung Đức 336-398-405 | 1Nam Yên Hiến Vũ Đế Mộ Dung Đức 336-398-405 | 1Nam Yên Hiến Vũ Đế Mộ Dung Đức 336-398-405 | 1Nam Yên Hiến Vũ Đế Mộ Dung Đức 336-398-405 |  |  | 6Tây Yên Mạt Đế Mộ Dung Vĩnh ?-386-394 | 6Tây Yên Mạt Đế Mộ Dung Vĩnh ?-386-394 | 6Tây Yên Mạt Đế Mộ Dung Vĩnh ?-386-394 | 6Tây Yên Mạt Đế Mộ Dung Vĩnh ?-386-394 | 6Tây Yên Mạt Đế Mộ Dung Vĩnh ?-386-394 | 6Tây Yên Mạt Đế Mộ Dung Vĩnh ?-386-394 |  |  |  |  |  |  |  |  |  |  |  |  |  |  |  |  |  |  |  |  |  |  |  |  |  |  |
|                                           |                                           |                                           |                                           |                                           |                                           |  |  |                                                      |                                                      |                                                      |                                                      |                                                      |                                                      |  |  |                                           |                                           |                                           |                                           |                                           |                                           |           |  |                                      |                                      |                                      |                                      |                                      |                                      |  |  |                                                       |                                                       |                                                       |                                                       |                                                       |                                                       |  |  |                                     |                                     |                                     |                                     |                                     |                                     |  |  |                                                   |                                           |                                           |                                           |                                           |                                           |  |  |                                              |                                              |                                              |                                              |                                              |                                              |  |  |                                   |                                   |                                   |                                   |                                   |                                   |  |  |                                          |                                          |                                          |                                          |                                          |                                          |  |  |                                             |                                             |                                             |                                             |                                             |                                             |  |  |                                        |                                        |                                        |                                        |                                        |                                        |  |  |  |  |  |  |  |  |  |  |  |  |  |  |  |  |  |  |  |  |  |  |  |  |  |  |
| 3Tiền Yên U Đế Mộ Dung Vĩ 350-360-370-384 | 3Tiền Yên U Đế Mộ Dung Vĩ 350-360-370-384 | 3Tiền Yên U Đế Mộ Dung Vĩ 350-360-370-384 | 3Tiền Yên U Đế Mộ Dung Vĩ 350-360-370-384 | 3Tiền Yên U Đế Mộ Dung Vĩ 350-360-370-384 | 3Tiền Yên U Đế Mộ Dung Vĩ 350-360-370-384 |  |  | 1Tây Yên Tế Bắc Vương Mộ Dung Hoằng ?-384            | 1Tây Yên Tế Bắc Vương Mộ Dung Hoằng ?-384            | 1Tây Yên Tế Bắc Vương Mộ Dung Hoằng ?-384            | 1Tây Yên Tế Bắc Vương Mộ Dung Hoằng ?-384            | 1Tây Yên Tế Bắc Vương Mộ Dung Hoằng ?-384            | 1Tây Yên Tế Bắc Vương Mộ Dung Hoằng ?-384            |  |  | 2Tây Yên Uy Đế Mộ Dung Xung 359-384-386   | 2Tây Yên Uy Đế Mộ Dung Xung 359-384-386   | 2Tây Yên Uy Đế Mộ Dung Xung 359-384-386   | 2Tây Yên Uy Đế Mộ Dung Xung 359-384-386   | 2Tây Yên Uy Đế Mộ Dung Xung 359-384-386   | 2Tây Yên Uy Đế Mộ Dung Xung 359-384-386   |           |  | Yên Hiến Trang Đế Mộ Dung Lệnh ?-370 | Yên Hiến Trang Đế Mộ Dung Lệnh ?-370 | Yên Hiến Trang Đế Mộ Dung Lệnh ?-370 | Yên Hiến Trang Đế Mộ Dung Lệnh ?-370 | Yên Hiến Trang Đế Mộ Dung Lệnh ?-370 | Yên Hiến Trang Đế Mộ Dung Lệnh ?-370 |  |  | 2Hậu Yên Huệ Mẫn Đế Mộ Dung Bảo 355-396-398           | 2Hậu Yên Huệ Mẫn Đế Mộ Dung Bảo 355-396-398           | 2Hậu Yên Huệ Mẫn Đế Mộ Dung Bảo 355-396-398           | 2Hậu Yên Huệ Mẫn Đế Mộ Dung Bảo 355-396-398           | 2Hậu Yên Huệ Mẫn Đế Mộ Dung Bảo 355-396-398           | 2Hậu Yên Huệ Mẫn Đế Mộ Dung Bảo 355-396-398           |  |  | Triệu Vương Mộ Dung Lân ?-397-398   | Triệu Vương Mộ Dung Lân ?-397-398   | Triệu Vương Mộ Dung Lân ?-397-398   | Triệu Vương Mộ Dung Lân ?-397-398   | Triệu Vương Mộ Dung Lân ?-397-398   | Triệu Vương Mộ Dung Lân ?-397-398   |  |  | Khai Phong công Mộ Dung Tường ?-397               | Khai Phong công Mộ Dung Tường ?-397       | Khai Phong công Mộ Dung Tường ?-397       | Khai Phong công Mộ Dung Tường ?-397       | Khai Phong công Mộ Dung Tường ?-397       | Khai Phong công Mộ Dung Tường ?-397       |  |  | 4Hậu Yên Chiêu Văn Đế Mộ Dung Hi 385-401-407 | 4Hậu Yên Chiêu Văn Đế Mộ Dung Hi 385-401-407 | 4Hậu Yên Chiêu Văn Đế Mộ Dung Hi 385-401-407 | 4Hậu Yên Chiêu Văn Đế Mộ Dung Hi 385-401-407 | 4Hậu Yên Chiêu Văn Đế Mộ Dung Hi 385-401-407 | 4Hậu Yên Chiêu Văn Đế Mộ Dung Hi 385-401-407 |  |  | 3Tây Yên Vương Mộ Dung Nghĩ ?-386 | 3Tây Yên Vương Mộ Dung Nghĩ ?-386 | 3Tây Yên Vương Mộ Dung Nghĩ ?-386 | 3Tây Yên Vương Mộ Dung Nghĩ ?-386 | 3Tây Yên Vương Mộ Dung Nghĩ ?-386 | 3Tây Yên Vương Mộ Dung Nghĩ ?-386 |  |  | 2Nam Yên Văn Đế Mộ Dung Siêu 385-405-410 | 2Nam Yên Văn Đế Mộ Dung Siêu 385-405-410 | 2Nam Yên Văn Đế Mộ Dung Siêu 385-405-410 | 2Nam Yên Văn Đế Mộ Dung Siêu 385-405-410 | 2Nam Yên Văn Đế Mộ Dung Siêu 385-405-410 | 2Nam Yên Văn Đế Mộ Dung Siêu 385-405-410 |  |  |                                             |                                             |                                             |                                             |                                             |                                             |  |  |                                        |                                        |                                        |                                        |                                        |                                        |  |  |  |  |  |  |  |  |  |  |  |  |  |  |  |  |  |  |  |  |  |  |  |  |  |  |
| 3Tiền Yên U Đế Mộ Dung Vĩ 350-360-370-384 | 3Tiền Yên U Đế Mộ Dung Vĩ 350-360-370-384 | 3Tiền Yên U Đế Mộ Dung Vĩ 350-360-370-384 | 3Tiền Yên U Đế Mộ Dung Vĩ 350-360-370-384 | 3Tiền Yên U Đế Mộ Dung Vĩ 350-360-370-384 | 3Tiền Yên U Đế Mộ Dung Vĩ 350-360-370-384 |  |  | 1Tây Yên Tế Bắc Vương Mộ Dung Hoằng ?-384            | 1Tây Yên Tế Bắc Vương Mộ Dung Hoằng ?-384            | 1Tây Yên Tế Bắc Vương Mộ Dung Hoằng ?-384            | 1Tây Yên Tế Bắc Vương Mộ Dung Hoằng ?-384            | 1Tây Yên Tế Bắc Vương Mộ Dung Hoằng ?-384            | 1Tây Yên Tế Bắc Vương Mộ Dung Hoằng ?-384            |  |  | 2Tây Yên Uy Đế Mộ Dung Xung 359-384-386   | 2Tây Yên Uy Đế Mộ Dung Xung 359-384-386   | 2Tây Yên Uy Đế Mộ Dung Xung 359-384-386   | 2Tây Yên Uy Đế Mộ Dung Xung 359-384-386   | 2Tây Yên Uy Đế Mộ Dung Xung 359-384-386   | 2Tây Yên Uy Đế Mộ Dung Xung 359-384-386   |           |  | Yên Hiến Trang Đế Mộ Dung Lệnh ?-370 | Yên Hiến Trang Đế Mộ Dung Lệnh ?-370 | Yên Hiến Trang Đế Mộ Dung Lệnh ?-370 | Yên Hiến Trang Đế Mộ Dung Lệnh ?-370 | Yên Hiến Trang Đế Mộ Dung Lệnh ?-370 | Yên Hiến Trang Đế Mộ Dung Lệnh ?-370 |  |  | 2Hậu Yên Huệ Mẫn Đế Mộ Dung Bảo 355-396-398           | 2Hậu Yên Huệ Mẫn Đế Mộ Dung Bảo 355-396-398           | 2Hậu Yên Huệ Mẫn Đế Mộ Dung Bảo 355-396-398           | 2Hậu Yên Huệ Mẫn Đế Mộ Dung Bảo 355-396-398           | 2Hậu Yên Huệ Mẫn Đế Mộ Dung Bảo 355-396-398           | 2Hậu Yên Huệ Mẫn Đế Mộ Dung Bảo 355-396-398           |  |  | Triệu Vương Mộ Dung Lân ?-397-398   | Triệu Vương Mộ Dung Lân ?-397-398   | Triệu Vương Mộ Dung Lân ?-397-398   | Triệu Vương Mộ Dung Lân ?-397-398   | Triệu Vương Mộ Dung Lân ?-397-398   | Triệu Vương Mộ Dung Lân ?-397-398   |  |  | Khai Phong công Mộ Dung Tường ?-397               | Khai Phong công Mộ Dung Tường ?-397       | Khai Phong công Mộ Dung Tường ?-397       | Khai Phong công Mộ Dung Tường ?-397       | Khai Phong công Mộ Dung Tường ?-397       | Khai Phong công Mộ Dung Tường ?-397       |  |  | 4Hậu Yên Chiêu Văn Đế Mộ Dung Hi 385-401-407 | 4Hậu Yên Chiêu Văn Đế Mộ Dung Hi 385-401-407 | 4Hậu Yên Chiêu Văn Đế Mộ Dung Hi 385-401-407 | 4Hậu Yên Chiêu Văn Đế Mộ Dung Hi 385-401-407 | 4Hậu Yên Chiêu Văn Đế Mộ Dung Hi 385-401-407 | 4Hậu Yên Chiêu Văn Đế Mộ Dung Hi 385-401-407 |  |  | 3Tây Yên Vương Mộ Dung Nghĩ ?-386 | 3Tây Yên Vương Mộ Dung Nghĩ ?-386 | 3Tây Yên Vương Mộ Dung Nghĩ ?-386 | 3Tây Yên Vương Mộ Dung Nghĩ ?-386 | 3Tây Yên Vương Mộ Dung Nghĩ ?-386 | 3Tây Yên Vương Mộ Dung Nghĩ ?-386 |  |  | 2Nam Yên Văn Đế Mộ Dung Siêu 385-405-410 | 2Nam Yên Văn Đế Mộ Dung Siêu 385-405-410 | 2Nam Yên Văn Đế Mộ Dung Siêu 385-405-410 | 2Nam Yên Văn Đế Mộ Dung Siêu 385-405-410 | 2Nam Yên Văn Đế Mộ Dung Siêu 385-405-410 | 2Nam Yên Văn Đế Mộ Dung Siêu 385-405-410 |  |  |                                             |                                             |                                             |                                             |                                             |                                             |  |  |                                        |                                        |                                        |                                        |                                        |                                        |  |  |  |  |  |  |  |  |  |  |  |  |  |  |  |  |  |  |  |  |  |  |  |  |  |  |
|                                           |                                           |                                           |                                           |                                           |                                           |  |  |                                                      |                                                      |                                                      |                                                      |                                                      |                                                      |  |  |                                           |                                           |                                           |                                           |                                           |                                           |           |  |                                      |                                      |                                      |                                      |                                      |                                      |  |  |                                                       |                                                       |                                                       |                                                       |                                                       |                                                       |  |  |                                     |                                     |                                     |                                     |                                     |                                     |  |  |                                                   |                                           |                                           |                                           |                                           |                                           |  |  |                                              |                                              |                                              |                                              |                                              |                                              |  |  |                                   |                                   |                                   |                                   |                                   |                                   |  |  |                                          |                                          |                                          |                                          |                                          |                                          |  |  |                                             |                                             |                                             |                                             |                                             |                                             |  |  |                                        |                                        |                                        |                                        |                                        |                                        |  |  |  |  |  |  |  |  |  |  |  |  |  |  |  |  |  |  |  |  |  |  |  |  |  |  |
|                                           |                                           |                                           |                                           |                                           |                                           |  |  | 5Tây Yên Đế Mộ Dung Trung ?-386                      | 5Tây Yên Đế Mộ Dung Trung ?-386                      | 5Tây Yên Đế Mộ Dung Trung ?-386                      | 5Tây Yên Đế Mộ Dung Trung ?-386                      | 5Tây Yên Đế Mộ Dung Trung ?-386                      | 5Tây Yên Đế Mộ Dung Trung ?-386                      |  |  | 4Tây Yên Đế Mộ Dung Dao ?-386             | 4Tây Yên Đế Mộ Dung Dao ?-386             | 4Tây Yên Đế Mộ Dung Dao ?-386             | 4Tây Yên Đế Mộ Dung Dao ?-386             | 4Tây Yên Đế Mộ Dung Dao ?-386             | 4Tây Yên Đế Mộ Dung Dao ?-386             |           |  |                                      |                                      |                                      |                                      |                                      |                                      |  |  | 3Hậu Yên Chiêu Vũ Đế Mộ Dung Thịnh 373-398-401        | 3Hậu Yên Chiêu Vũ Đế Mộ Dung Thịnh 373-398-401        | 3Hậu Yên Chiêu Vũ Đế Mộ Dung Thịnh 373-398-401        | 3Hậu Yên Chiêu Vũ Đế Mộ Dung Thịnh 373-398-401        | 3Hậu Yên Chiêu Vũ Đế Mộ Dung Thịnh 373-398-401        | 3Hậu Yên Chiêu Vũ Đế Mộ Dung Thịnh 373-398-401        |  |  | 1Bắc Yên Huệ Ý Đế Cao Vân ?-407-409 | 1Bắc Yên Huệ Ý Đế Cao Vân ?-407-409 | 1Bắc Yên Huệ Ý Đế Cao Vân ?-407-409 | 1Bắc Yên Huệ Ý Đế Cao Vân ?-407-409 | 1Bắc Yên Huệ Ý Đế Cao Vân ?-407-409 | 1Bắc Yên Huệ Ý Đế Cao Vân ?-407-409 |  |  | 2Bắc Yên Văn Thành Đế Phùng Bạt ?-409-430         | 2Bắc Yên Văn Thành Đế Phùng Bạt ?-409-430 | 2Bắc Yên Văn Thành Đế Phùng Bạt ?-409-430 | 2Bắc Yên Văn Thành Đế Phùng Bạt ?-409-430 | 2Bắc Yên Văn Thành Đế Phùng Bạt ?-409-430 | 2Bắc Yên Văn Thành Đế Phùng Bạt ?-409-430 |  |  |                                              |                                              |                                              |                                              |                                              |                                              |  |  |                                   |                                   |                                   |                                   |                                   |                                   |  |  |                                          |                                          |                                          |                                          |                                          |                                          |  |  |                                             |                                             |                                             |                                             |                                             |                                             |  |  |                                        |                                        |                                        |                                        |                                        |                                        |  |  |  |  |  |  |  |  |  |  |  |  |  |  |  |  |  |  |  |  |  |  |  |  |  |  |
|                                           |                                           |                                           |                                           |                                           |                                           |  |  | 5Tây Yên Đế Mộ Dung Trung ?-386                      | 5Tây Yên Đế Mộ Dung Trung ?-386                      | 5Tây Yên Đế Mộ Dung Trung ?-386                      | 5Tây Yên Đế Mộ Dung Trung ?-386                      | 5Tây Yên Đế Mộ Dung Trung ?-386                      | 5Tây Yên Đế Mộ Dung Trung ?-386                      |  |  | 4Tây Yên Đế Mộ Dung Dao ?-386             | 4Tây Yên Đế Mộ Dung Dao ?-386             | 4Tây Yên Đế Mộ Dung Dao ?-386             | 4Tây Yên Đế Mộ Dung Dao ?-386             | 4Tây Yên Đế Mộ Dung Dao ?-386             | 4Tây Yên Đế Mộ Dung Dao ?-386             |           |  |                                      |                                      |                                      |                                      |                                      |                                      |  |  | 3Hậu Yên Chiêu Vũ Đế Mộ Dung Thịnh 373-398-401        | 3Hậu Yên Chiêu Vũ Đế Mộ Dung Thịnh 373-398-401        | 3Hậu Yên Chiêu Vũ Đế Mộ Dung Thịnh 373-398-401        | 3Hậu Yên Chiêu Vũ Đế Mộ Dung Thịnh 373-398-401        | 3Hậu Yên Chiêu Vũ Đế Mộ Dung Thịnh 373-398-401        | 3Hậu Yên Chiêu Vũ Đế Mộ Dung Thịnh 373-398-401        |  |  | 1Bắc Yên Huệ Ý Đế Cao Vân ?-407-409 | 1Bắc Yên Huệ Ý Đế Cao Vân ?-407-409 | 1Bắc Yên Huệ Ý Đế Cao Vân ?-407-409 | 1Bắc Yên Huệ Ý Đế Cao Vân ?-407-409 | 1Bắc Yên Huệ Ý Đế Cao Vân ?-407-409 | 1Bắc Yên Huệ Ý Đế Cao Vân ?-407-409 |  |  | 2Bắc Yên Văn Thành Đế Phùng Bạt ?-409-430         | 2Bắc Yên Văn Thành Đế Phùng Bạt ?-409-430 | 2Bắc Yên Văn Thành Đế Phùng Bạt ?-409-430 | 2Bắc Yên Văn Thành Đế Phùng Bạt ?-409-430 | 2Bắc Yên Văn Thành Đế Phùng Bạt ?-409-430 | 2Bắc Yên Văn Thành Đế Phùng Bạt ?-409-430 |  |  |                                              |                                              |                                              |                                              |                                              |                                              |  |  |                                   |                                   |                                   |                                   |                                   |                                   |  |  |                                          |                                          |                                          |                                          |                                          |                                          |  |  |                                             |                                             |                                             |                                             |                                             |                                             |  |  |                                        |                                        |                                        |                                        |                                        |                                        |  |  |  |  |  |  |  |  |  |  |  |  |  |  |  |  |  |  |  |  |  |  |  |  |  |  |
|                                           |                                           |                                           |                                           |                                           |                                           |  |  |                                                      |                                                      |                                                      |                                                      |                                                      |                                                      |  |  |                                           |                                           |                                           |                                           |                                           |                                           |           |  |                                      |                                      |                                      |                                      |                                      |                                      |  |  |                                                       |                                                       |                                                       |                                                       |                                                       |                                                       |  |  |                                     |                                     |                                     |                                     |                                     |                                     |  |  | 1Bắc Yên Chiêu Thành Đế Phùng Hoằng ?-430-436-438 |                                           |                                           |                                           |                                           |                                           |  |  |                                              |                                              |                                              |                                              |                                              |                                              |  |  |                                   |                                   |                                   |                                   |                                   |                                   |  |  |                                          |                                          |                                          |                                          |                                          |                                          |  |  |                                             |                                             |                                             |                                             |                                             |                                             |  |  |                                        |                                        |                                        |                                        |                                        |                                        |  |  |  |  |  |  |  |  |  |  |  |  |  |  |  |  |  |  |  |  |  |  |  |  |  |  |

Nước Nam Yên tồn tại 13 năm, có 2 vua:
1. Thế Tổ Hiếu Vũ Đế Mộ Dung Đức (398-405), niên hiệu Kiến Bình, Yên Bình
2. Hậu Chủ Mộ Dung Siêu (405-410), niên hiệu Thái Thượng.